# Jachet de Mantoue
Jacques Colebault, dit Jachet de Mantoue, né en 1483 à Vitré en Bretagne et mort le 2 octobre 1559 à Mantoue, est un compositeur français de la Renaissance, qui a pratiquement passé toute sa vie en Italie. Il est un membre très influent de la génération comprise entre Josquin des Prés et Palestrina, ainsi qu'un bon représentant du modèle polyphonique transitoire entre ces deux compositeurs.

## Biographie

### L'homme de cour
Il s'installe probablement très jeune en Italie. De 1516 à 1524, il bénéficie de la protection du duc Sigismond d'Este. Il réside à Modène, en 1519, où il travaille pour la famille Rangoni.
En 1525, il est à Ferrare à la cour du duc d'Este, auquel il dédie une messe (Missa Hercules Dux Ferrariæ : « Messe : Hercule duc de Ferrare », 1540), et où il se lie d'une étroite amitié avec Adrien Willaert, fondateur de l'école vénitienne.
L'année suivante, il part pour Mantoue, où il passe le reste de sa vie. Il est nommé « maestro di cappella » (maître de chapelle) de la cathédrale Saint-Pierre et Saint-Paul, église du cardinal Hercule de Gonzague, évêque de Mantoue.
Le cardinal apprécie beaucoup Jachet à qui cette relation est utile. L'évêque de Mantoue est appelé à présider le concile de Trente et à promouvoir vigoureusement la Contre-Réforme, hostile à l'abandon du chant grégorien, mais il continue à protéger son compositeur préféré et à défendre sa musique. À cette protection s'ajoute celle des papes Médicis, Léon X et Clément VII, qui apprécient son talent musical.
Jacquet semble être mort criblé de dettes, ce qui est curieux compte tenu de l'estime dont il jouissait, notamment auprès des Médicis. Après la mort du compositeur, sa famille se voit octroyer une pension de la part du Cardinal.

### Le musicien
Représentant de la polyphonie sacrée en Italie pendant les années comprises entre Josquin des Prés et Palestrina, Jacquet est très estimé à son époque. Sa musique est beaucoup jouée et diffusée, tout particulièrement son motet Aspice Domine, cité dans plus de trente sources de cette époque.
Dans ses six livres de motets et ses huit livres de messes, il se libère progressivement de l'influence franco-flamande, adoptant des structures contrapuntiques plus libres et plus fidèles à l'accentuation du texte latin. Plusieurs de ses messes, dont la Missa Hercules Dux Ferrariæ et la Missa Quarti toni, sine nomine (Messe du quatrième ton, sans nom), font référence à des procédés josquiniens, notamment le soggetto cavato.
Dans ses derniers livres, il se soumet toutefois aux principes nouveaux que le concile de Trente a publié pour encadrer la composition des messes polyphoniques. Pendant ce concile, son protecteur Hercule de Gonzague, duc et évêque de Mantoue, avait été le premier des cinq légats (délégués) du pape (1561).
Plusieurs de ses œuvres furent réécrites en style parodié par Palestrina (le mot « parodié » signifiant « développé », sans aucune idée de caricature : ce type de parodie n'étant qu'un procédé de composition musicale parmi d'autres), le matériau d'un motet polyphonique pouvant par exemple devenir celui d'une messe polyphonique entière (on fragmente alors, pour l'amplifier, une polyphonie préexistante).

## Œuvre

### Œuvres sacrées
- 6 livres de motets à quatre et cinq voix,
- 6 livres de messes à cinq voix, un à quatre voix et un à six. 7 de ces livres furent publiés chez Scotto entre 1540 et 1542.

### Œuvres profanes
- Chant latin Canamus et bibamus
- Quelques airs français à quatre voix.

## Postérité
Le groupe vocal Jachet de Mantoue a pris son nom en référence à ce musicien.

## Discographie
- Jachet de Mantoue, Missa Surge Petre & Motets, The Brabant Ensemble, dir. Stephen Rice, Hyperion CDA68088 (2015)
- Jachet de Mantoue, Lamentations de Jérémie, Ensemble Jachet de Mantoue, Michael Lonsdale, Calliope CAL9340 (2003)